# Hugh Gillin
Hugh Gillin (Galesburg, Illinois; 14 de julio de 1925 - San Diego, California; 4 de mayo de 2004) fue un actor de cine y televisión estadounidense, más conocido por su papel del Sheriff John Hunt en Psicosis II (1983) y III (1986).

## Carrera
Gillin nació en Galesburg, Illinois, el 14 de julio de 1925. Creció en Pittsburg, Kansas, y asistió a la Pittsburg High School y a la Universidad de Kansas. Fue miembro del equipo de baloncesto universitario Kansas Jayhawks en 1947. Gillin recibió la medalla del Corazón Púrpura en la Segunda Guerra Mundial.
Se inició como actor en la década de los 70 y con el tiempo se convirtió en un reconocido actor de reparto. En 1972 debuta en la pantalla grande con Prime Cut, protagonizada por Lee Marvin, Gene Hackman y Sissy Spacek. Sus participaciones en cine más destacadas se encuentran la de Psicosis II (1983) y Psicosis III (1986), donde personificó al sheriff John Hunt, responsable del caso de Norman Bates, junto a Anthony Perkins. También trabajó en Elvira: Mistress of the Dark (1988) y Back to the Future Part III (1990), entre otras películas.
En televisión tuvo participaciones en series como El hombre nuclear (1975), Los ángeles de Charlie (1976), Mary Hartman, Mary Hartman (1977), M*A*S*H  (1978), Lewis & Clark (1981), El auto fantástico (1984), Mike Hammer (1984) V: Invasión extraterrestre (1985) y Columbo (1990).
Apareció en un total de 75 películas y programas de televisión. Actuó por última vez en televisión en 1998, en la serie Pensacola: Wings of Gold, en el episodio "Not in My Backyard". Fue miembro de AMPAS, la Academia de Artes y Ciencias Cinematográficas.
Falleció por causas naturales el 4 de mayo de 2004 en San Diego, California, a los 78 años.

## Filmografía
| Año  | Título                             | Rol                    | Notas |
| ---- | ---------------------------------- | ---------------------- | ----- |
| 1972 | Prime Cut                          | Empleado del mostrador |       |
| 1973 | Paper Moon                         | Ayudante del Sheriff   |       |
| 1975 | I Wonder Who's Killing Her Now?    |                        |       |
| 1977 | Billy Jack Goes to Washington      | Arthur Krim            |       |
| 1977 | Herowork                           | Sheriff Naylor         |       |
| 1978 | The Bad News Bears Go to Japan     | Pennywall              |       |
| 1979 | Butch and Sundance: The Early Days | Cyrus Antoon           |       |
| 1979 | The Rose                           | Guardia                |       |
| 1980 | The Jazz Singer                    | Barman de Texas        |       |
| 1981 | Circle of Power                    | Ben Davis              |       |
| 1981 | First Monday in October            | Senador                |       |
| 1982 | Deadly Alliance                    | Mr. Danngers           |       |
| 1982 | Fast-Walking                       | Heavy #2               |       |
| 1982 | Airplane II: The Sequel            | Tejano                 |       |
| 1983 | Psicosis II                        | Sheriff John Hunt      |       |
| 1984 | Purple Hearts                      | Dr. Weymuth            |       |
| 1986 | The Best of Times                  | Caribou #2             |       |
| 1986 | Psicosis III                       | Sheriff John Hunt      |       |
| 1987 | Wanted: Dead or Alive              | Patrick Donoby         |       |
| 1988 | Traxx                              | Comisionado R.B. Davis |       |
| 1988 | Doin' Time on Planet Earth         | Fred Richmond          |       |
| 1988 | Elvira: Mistress of the Dark       | Sheriff                |       |
| 1990 | Back to the Future Part III        | Alcalde Hubert         |       |